# Mărgău
Mărgău [mərˈgəu] (ungarisch Meregyó) ist eine Gemeinde im Kreis Cluj in der Region Siebenbürgen in Rumänien.

## Geographische Lage

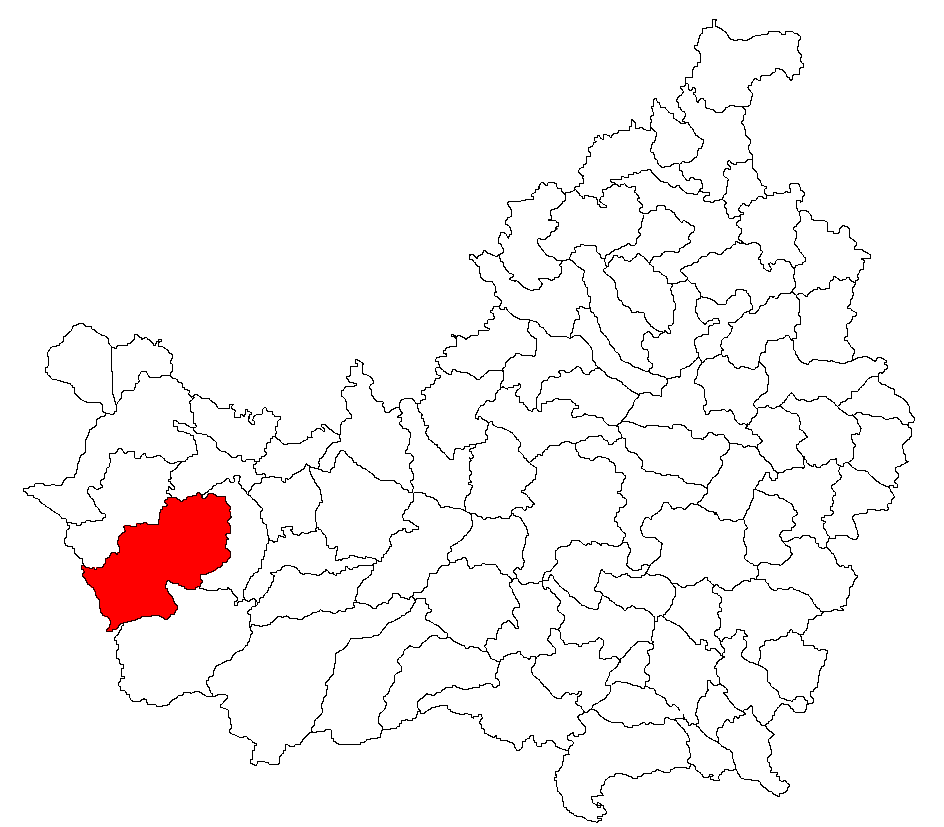
Lage der Gemeinde Mărgău im Kreis Cluj

Die Gemeinde Mărgău liegt im Vlădeasa-Gebirge (Munții Vlădeasa), einem Gebirgszug des Apuseni-Gebirges (Munții Apuseni). Die sechs Dörfer und Weiler der Gemeinde, von denen das eingemeindete Dorf Răchițele (ungarisch Havasrekettye) bei 863 m das höchstgelegene Dorf der Gemeinde ist, liegen auf einer Gesamtfläche von etwa 21.000 Hektar. Am Bach Mărgăuța und an der Kreisstraße (Drum județean) DJ 108C befindet sich der Ort Mărgău 15 Kilometer südlich von der Kleinstadt Huedin (Heynod) und etwa 65 Kilometer westlich von der Kreishauptstadt Cluj-Napoca (Klausenburg).

## Geschichte
Der Ort Mărgău wurde erstmals 1340 urkundlich erwähnt. Um 1340 siedelten Vorfahren des rumänischen Pfarrers Ion Ungur (Andrei) 32 Familien aus Beiuș hier an und etwa 100 Jahre später hatte ein rumänischer Woiwode hier seine Residenz, dessen Nachkommen unter dem Namen Vajda und Meregyói geadelt wurden. Im 15. Jahrhundert gehörte der Ort zur Burg Bologa (⊙) – im gleichnamigen Dorf der heutigen Gemeinde Poieni – im Stuhlbezirk Bánffyhunyad in der Gespanschaft Klausenburg, anschließend dem historischen Kreis Cluj und ab 1950 dem heutigen Kreis Cluj an.
Auf eine frühere Besiedlung der Region deutet eine Erdwallanlage auf dem Areal des eingemeindeten Dorfes Ciuleni  (bei Cetățuie) aus einem noch nicht zugeordneten Zeitalter.

## Bevölkerung
Die Bevölkerung der Gemeinde entwickelte sich wie folgt:
| 1850 | 3.246 | 3.217 | 13  | -  | 16            |
| 1930 | 6.724 | 6.182 | 239 | 56 | 247           |
| 1977 | 3.704 | 3.703 | -   | -  | 1             |
| 2002 | 1.869 | 1.862 | 5   | -  | 2             |
| 2011 | 1.484 | 1.430 | 6   | -  | 48            |
| 2021 | 1.363 | 1.208 | 2   | -  | 153 (2 Juden) |

Seit 1850 wurde auf dem Gebiet der heutigen Gemeinde die höchste Einwohnerzahl und auch die der Rumänen, der Magyaren, der Rumäniendeutschen und der Roma (27) 1930 ermittelt.

## Sehenswürdigkeiten
- Im eingemeindeten Dorf Ciuleni (ungarisch Incsel; das letzte Dorf im Tal des Călata Baches) die Holzkirche Adormirea Maicii Domnului,[7] 1747 errichtet und 1859 umgebaut, steht unter Denkmalschutz.[8]
- Die Kirche Sfinții Arhangheli Mihail și Gavriil in Mărgău.[9] Mit dem Bau der Kirche wurde 1803 nach einer vorherigen Zerstörung auf Initiative des Dekans Daniel Ungur begonnen. Nach dessen Tod 1804 wurde er an der Stelle beerdigt, wo der Altar der 1835 fertig errichteten Kirche steht. Das Steinkreuz vom Grab des Dekans ist an die Außenwand des Altars angebracht.[10]
- Die Gemeinde ist auch Ausgangspunkt zu den unter Naturschutz gestellten Höhlen Piatra Ponorului und die Vârfurașu (2250 Meter lang, bei einer Anhöhe von 1236 m) gelegen.[11]

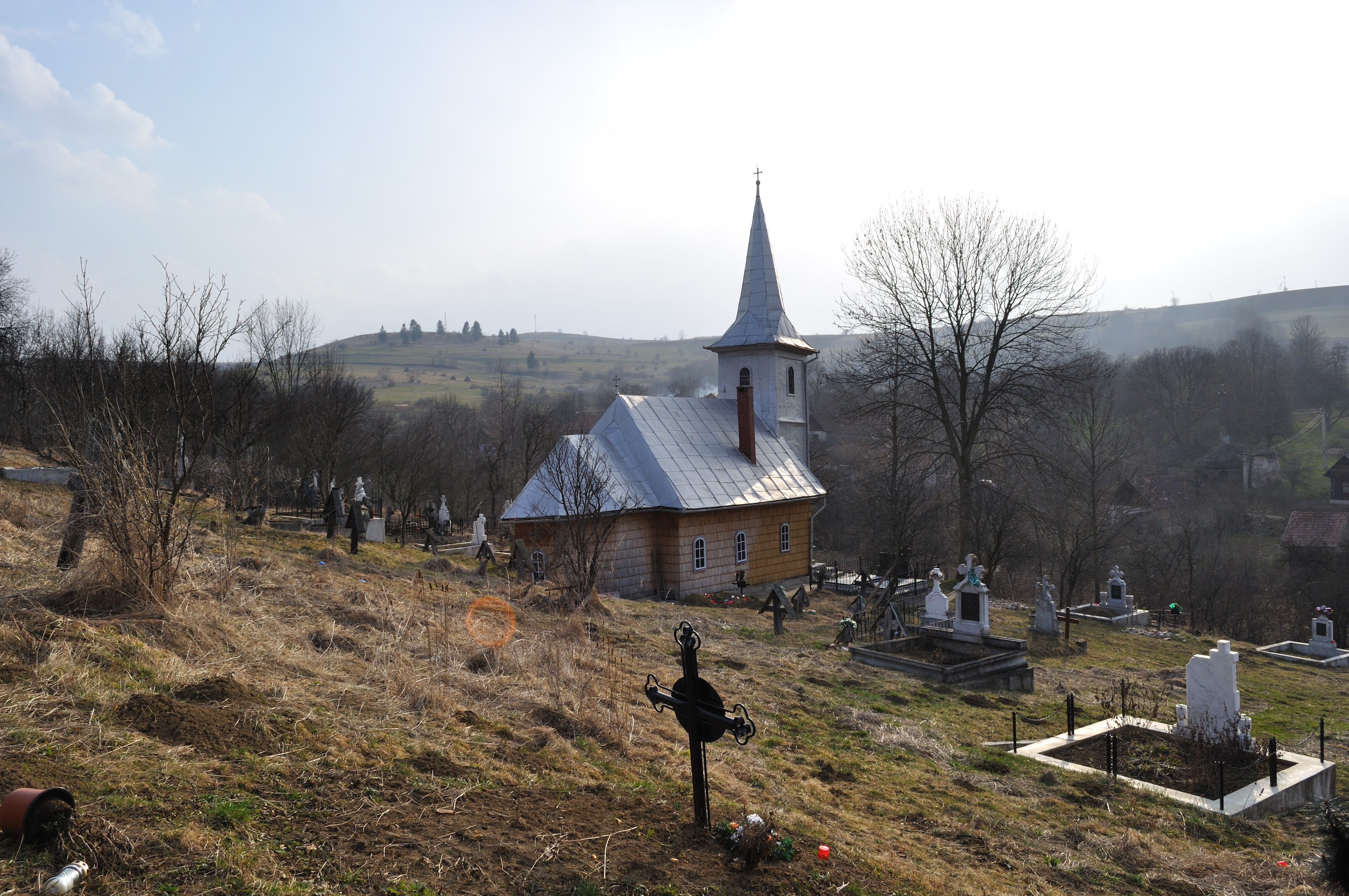
Holzkirche in Ciuleni
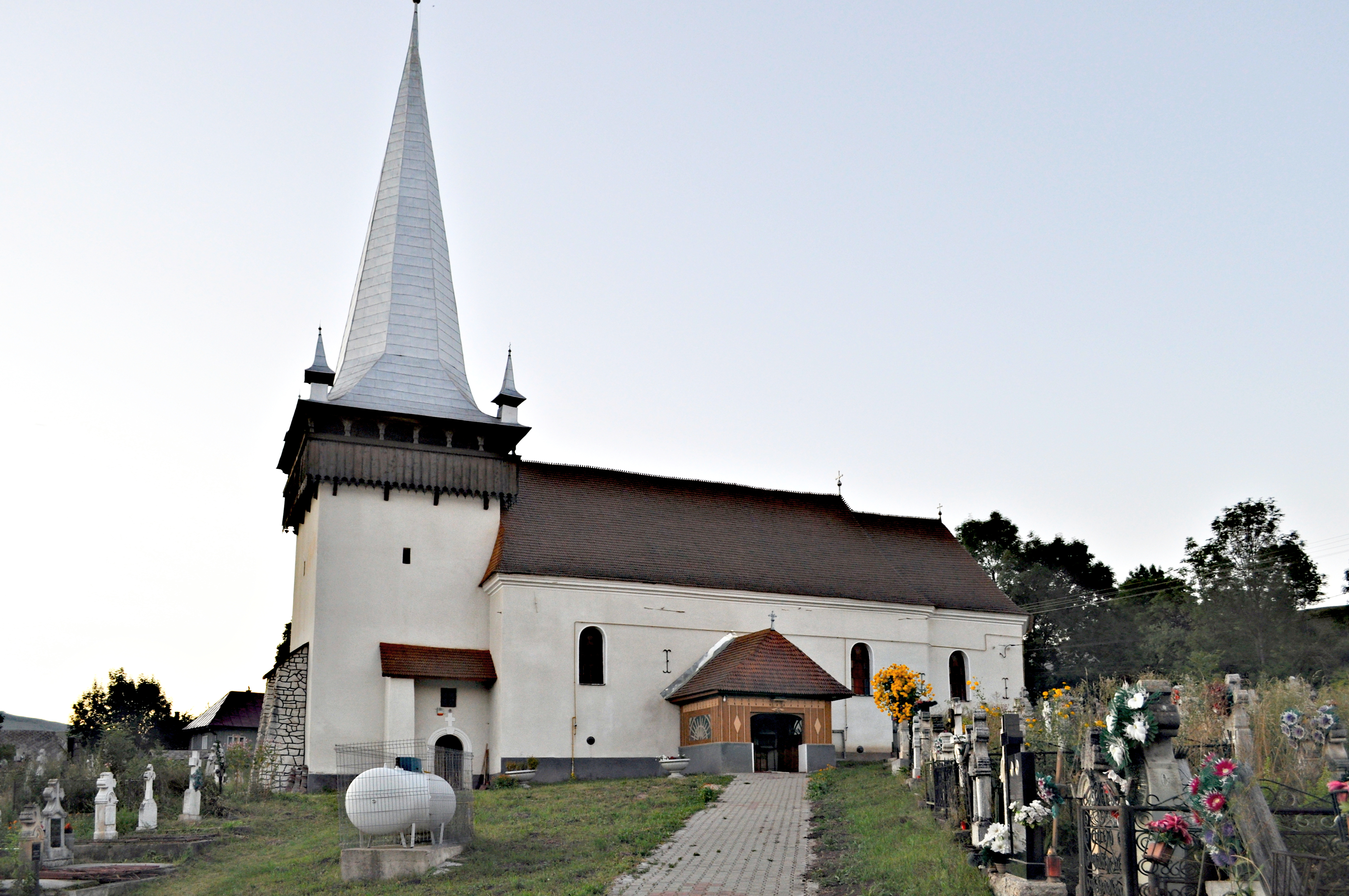
Kirche in Mărgău
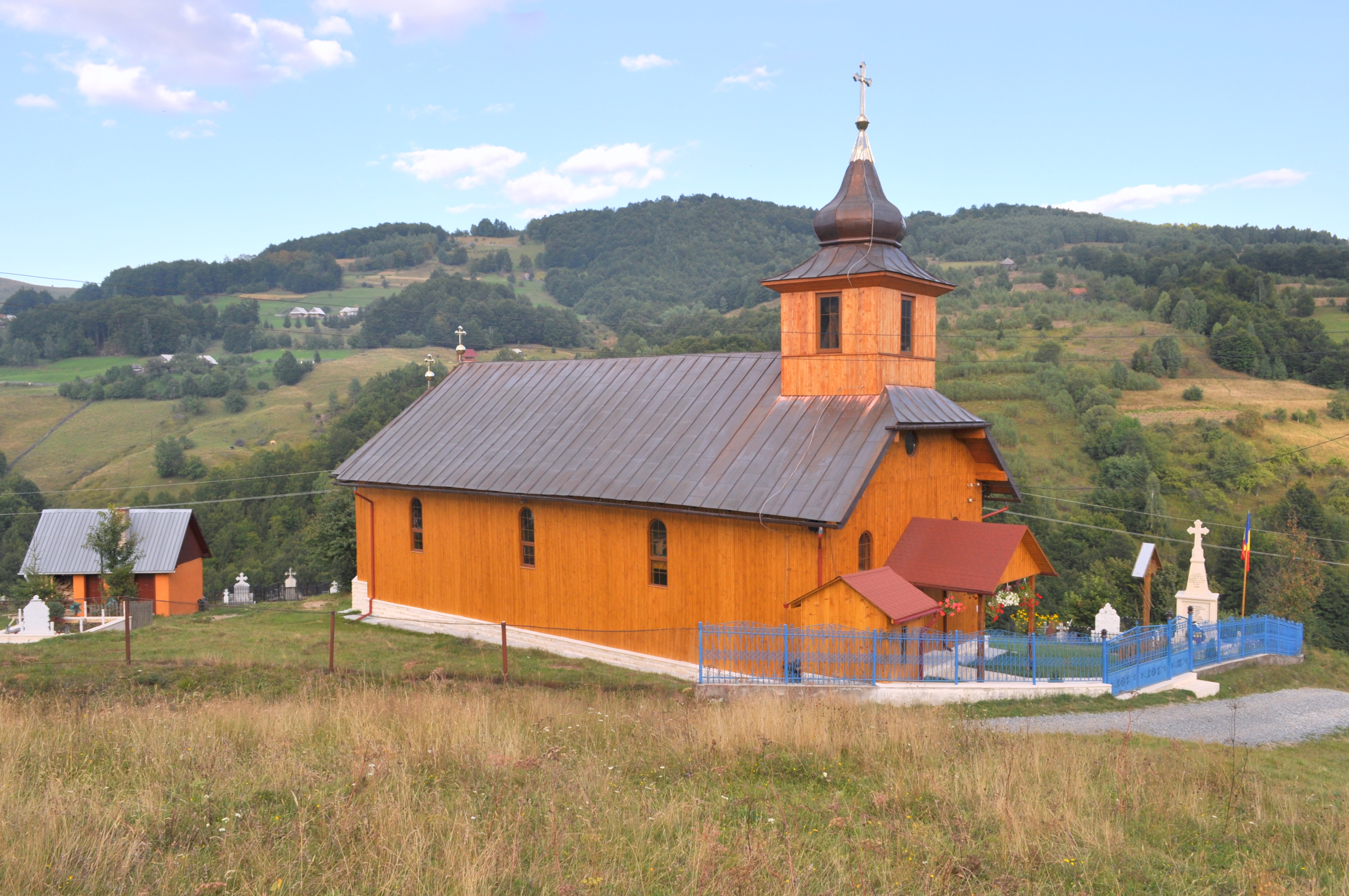
Kirche in Răchițele
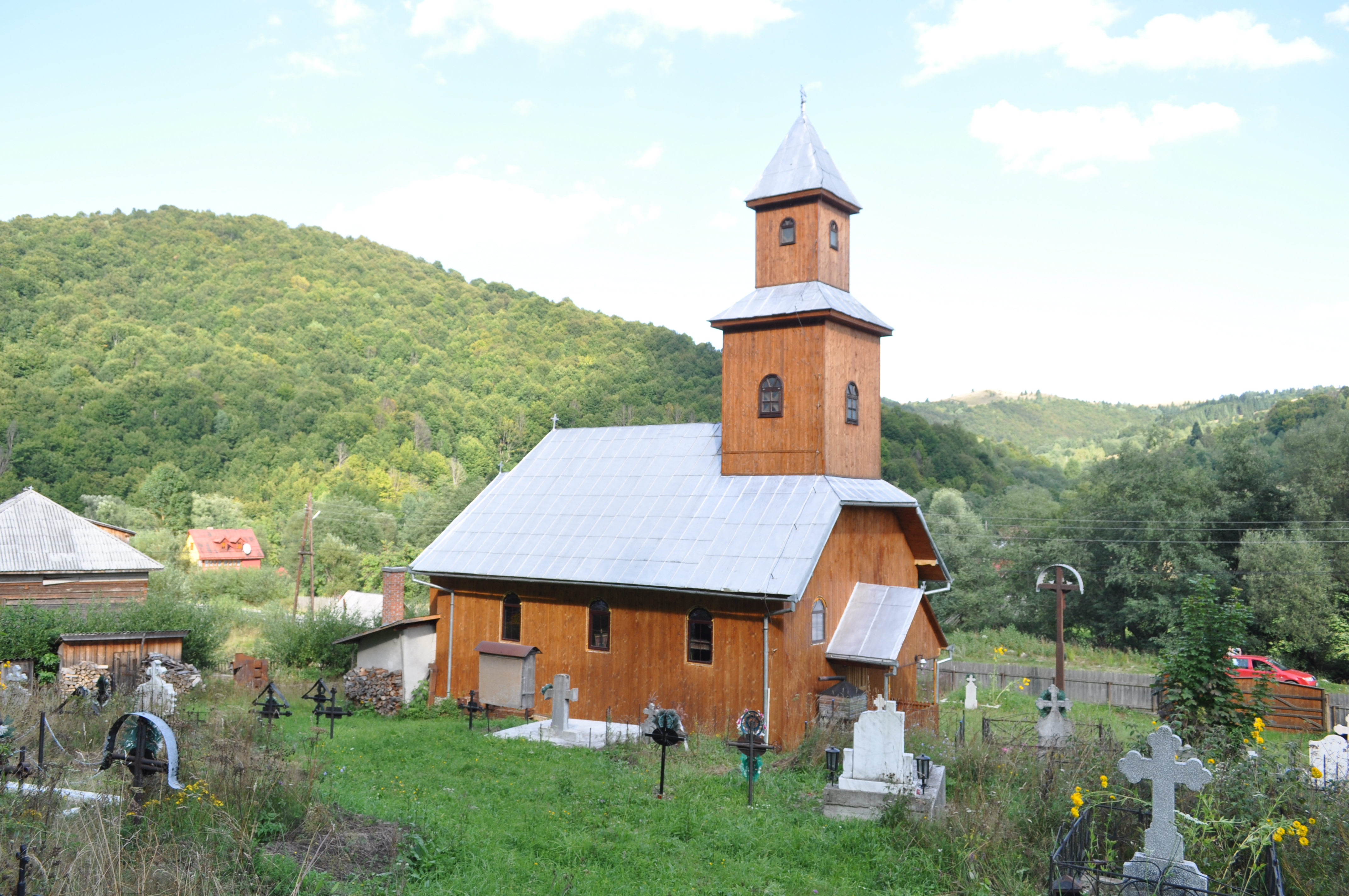
Kirche in Scrind-Frăsinet